# Olga Novo
Olga Novo (Vilarmao, Puebla del Brollón, Lugo, 1975) es una poeta, ensayista y doctora en Filología Gallega por la Universidad de Santiago de Compostela. Galardonada con el Premio Nacional de Poesía en el año 2020. 

## Trayectoria
Profesora numeraria de IES en varios Institutos de Galicia. Fue lectora de gallego en la Universidad de la Alta Bretaña en Rennes y actualmente ejerce como profesora de Lengua Gallega y Literatura en el IES A Pinguela, en Monforte de Lemos.
Como poeta se dio a conocer a través de tres poemarios de gran torrente vivencial, fuerza expresiva, hondura telúrica y sensualidad erótica:
- A teta sobre o sol (1996)
- Nós nus (1997)
- A cousa vermella (2004)

También publicó un libro de arte compartido con la pintora Alexandra Domínguez y el poeta Xoán Abeleira, tituladoMagnalia, y numerosos poemas en antologías, libros colectivos, revistas (Festa da Palabra Silenciada, Dorna, Xistral) y periódicos (El País, ABC).
Formó parte de los comités de redacción de las revistas Ólisbos, Animal, Unión Libre y Valdeleite. Ha traducido, desde el gallego, El contradiscurso de las mujeres. Historia del proceso feminista, de Carmen Blanco.
Como analista y ensayista ha publicado los siguientes libros:
- Por un vocabulario galego do sexo. A terminoloxía erótica de Claudio Rodríguez Fer (1995)
- O lume vital de Claudio Rodríguez Fer (1999, reeditado y ampliado en 2008)
- Uxío Novoneyra. Lingua loaira (2005)
- Introducción a Unha tempada no paraíso de Claudio Rodríguez Fer (2010)

Participó con estudios en congresos y revistas (Ínsula, Moenia, Boletín Galego de Literatura, Anuario de Estudios Literarios Galegos, Revista Galega do Ensino, A Nosa Terra, La Torre. Revista de la Universidad de Puerto Rico, etc.) Su atención se centra sobre todo en propuestas cercanas al surrealismo, y ha escrito diversos textos sobre el escritor André Breton,el cantautor Léo Ferré y el pintor Eugenio Granell, y a temáticas eróticas, como refleja el ensayo "Tratado da pel", publicado en el monográfico "Erotismos" de Unión Libre (1999), coordinado por ella misma. Además se ha interesado por poetas en lengua portuguesa, como el vanguardista lusitano Fernando Pessoa y el surrealista brasileño Sergio Lima.
En 2019 publicó Feliz idade en la que "tiende una mecha desde la generación que la precedió a la que le sigue; entre el ayer y el mañana de la estirpe, más allá de la muerte del padre y la niñez de la hija".

## Premios y reconocimientos
- Lucense del Año 2021[4]

- Premio Nacional de Poesía 2020, por su obra Feliz Idade.[5]

- Premio Losada Diéguez de Creación Literaria por el poemario Nós nus.
- Premio de Investigación Ánxel Fole por el estudio Uxío Novoneyra. Lingua loaira.

- El Patronato de la Cultura Gallega de Montevideo le dedicó el Día de la Poesía de 2004.

- Desde 2010 la Casa de Cultura de Puebla de Brollón lleva su nombre.[6]

## Poesía
- A teta sobre o sol (1996, Edicións do Dragón, 1999, Letras de Cal).
- Nós nus (1997, Xerais).
- A cousa vermella (2004, Espiral Maior).
- Cráter (2011, Toxosoutos).
- Feliz idade (2019, Tambo).

## Ensayo
- Por un vocabulario galego do sexo. A terminoloxía erótica de Claudio Rodríguez Fer (1995, Positivas).
- O lume vital de Claudio Rodríguez Fer (1999, 4-Cromía, e ampliado 2008, Follas Novas).
- Uxío Novoneyra. Lingua loaira (2005, Fundación Caixa Galicia).
- Erótica Medieval Galaica (2013, Toxosoutos).
- No principio foi o pracer (2017, Unión Libre)

## Traducciones
- El contradiscurso de las mujeres. Historia del proceso feminista, de Carmen Blanco (1997, Nigra).
- Vidas imaginarias, de Marcel Schwob.